# آرون موکرجی
آرون موکرجی (انگلیسی: Arun Mukherjee؛ زادهٔ ۱۹۴۶) بازیگر، نمایشنامه‌نویس، و کارگردان تئاتر اهل هند است.
وی در سال ۱۹۷۸ برنده جایزه ملی فیلم بهترین بازیگر مرد شده‌است.
او در فیلم یک روز، هر روز بازی کرده‌است.